# El pueblo en demanda de salud
El pueblo en demanda de salud o es un mural de Diego Rivera de 1952 que se encuentra en el Centro Médico Nacional La Raza de la Ciudad de México.

## Historia
El gobierno de México creó el Instituto Mexicano del Seguro Social (IMSS) en 1943 con el fin de dotar de servicios de salud pública a la población mexicana. Dentro de esa visión además de los servicios de salud se buscaba dar una formación integral mediante la integración de actividades no sanitarias como el deporte y la cultura. En ese entendido Antonio López Lombardo, director del IMSS, convocó a artistas asociados al muralismo mexicano a crear obras que coincidirían con la visión de dicha corriente pictórica de colocar arte en espacios públicos con alto contenido simbólico e ideológico.
En ese entendido López Lombardo contrató a Diego Rivera para realizar la obra El pueblo en demanda de salud para ser dispuesta en el vestíbulo del nuevo Centro Médico Nacional La Raza. Para la obra de Rivera esta obra representaría una de las últimas en su carrera, completándola en 1951.
Fue restaurado tras el sismo del 19 de septiembre de 2017.

## Descripción
El mural tiene como figura central la divinidad de la religión mesoamericana Tlazoltéotl como fue representada en el Códice Borbónico, ataviada con piel humana como Xipe-Totec y pariendo a Centéotl, divinidad del maíz.  La figura de la diosa sirve como un divisor de dos grandes aspectos, del lado izquierdo la medicina contemporánea y el pueblo mexicano teniendo acceso a ella y del lado derecho se muestra un panorama de la medicina en Mesoamérica. Debajo de Tlazoltéotl como un puente entre las dos tradiciones medicinales aparece un fragmento del Códice De la Cruz-Badiano y un tlacuilo pintándolo. Dos árboles flanquean los extremos izquierdo y derecho del mural convirtiéndose en una serpiente y en un ciempiés, animales asociados a la tierra en las creencias mesoamericanas.
Del lado izquierdo en la parte superior, las clases sociales populares con personajes que muestran, entre otros, a una mujer embarazada, a una niña que sufrió poliomielitis y a un obrero herido en espera de atención médica. Las autoridades del IMSS, siendo personificadas por el mismo Antonio López Lombardo y otro médico atienden sus demandas canalizando la riqueza de las clases altas, representadas a su espalda. Debajo de ellos se muestran actividades médicas como la cirugía, los análisis médicos y la investigación alimentados por venas que brotan del árbol a su izquierda. En el extremo derecho se muestran distintos pasajes de la medicina y la curandería en la época mesoamericana.